# Florentina da Conceição Pereira Martins Smith

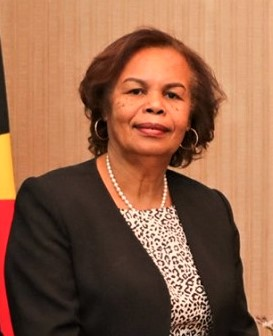
Florentina da Conceição Pereira Martins Smith (2019)

Florentina da Conceição Pereira Martins Smith (* 9. September 1958 in Dili, Portugiesisch-Timor) ist eine Politikerin aus Osttimor. Sie ist Mitglied der FRETILIN und sitzt im Zentralkomitee der Partei. Zudem ist die Generalsekretärin der Organização Popular de Mulheres Timorense  OPMT, der Frauenorganisation der FRETILIN. Von 2017 bis 2018 war Smith Ministerin für Soziale Solidarität.

## Werdegang
Smith studierte Betriebswirtschaftslehre. Später arbeitete sie als Generalinspektorin im Ministerium für Tourismus, Handel und Industrie. Ab 2012 war Smith Abgeordnete im Nationalparlament Osttimors und Mitglied in der Kommission für Wirtschaft, Finanzen und Korruptionsbekämpfung (Kommission C).
Bei den Parlamentswahlen in Osttimor 2017 kandidierte Smith für die FRETILIN auf Platz 11 und zog damit wieder in das Nationalparlament ein. Den Sitz musste sie aber abgeben, als sie am 15. September zur Ministerin für Soziale Solidarität ernannt wurde. Smiths Amtszeit als Ministerin endete mit Antritt der VIII. Regierung Osttimors am 22. Juni 2018.